# Suni Paz
Suni Paz es una cantante, compositora, guitarrista, poetisa y educadora argentina. Suni es parte del movimiento musical latinoamericano conocido como nueva canción.
Reconocida en los Estados Unidos como una prolífica compositora, Suni Paz ha llevado la música y la cultura latina a audiencias de todas las edades durante treinta años. Adicional a sus ocho trabajos discográficos con la disquera Smithsonian Folkways, ha grabado más de cuarenta canciones infantiles y brindado recitales junto a iconos de la música como Arlo Guthrie, Pete Seeger, Guy Carawan y Phil Ochs.
Nacida en una talentosa familia de escritores, músicos, lingüistas y poetas italo-argentinos, Suni Paz empezó a tocar la guitarra, escribir canciones, cantar en coros y en fiestas familiares a los 12 años. De 1960 a 1963 vivió en Chile. De 1963 a 1965 crio a sus dos hijos sola, ganando la vida escribiendo y cantando jingles publicitarios para varias compañías.
En 1967, Suni se mudó a California, Estados Unidos, con sus dos hijos. Allí diseñó un plan de estudios para las escuelas primarias que presentaba la cultura latinoamericana a través de canciones, cuentos y danzas. Estudió canto, inició estudios en Sociología y Literatura, se volvió a casar, consiguió un permiso de distrito escolar para enseñar en las escuelas de Los Ángeles y Oakland y así comenzó su carrera musical y docente en los Estados Unidos. En 1977, Suni completó una maestría en la Universidad de Rutgers.
Suni tiene dos hijos a quienes le gusta participar en sus grabaciones. Su hijo mayor, Juan, tocó el teclado en varios de sus álbumes. Su hijo más joven, Ramiro Fauve, cantautor y destacado artista, continúa creando música con ella.

## Discografía
- Cantos de Las Posadas and Other Christmas Songs (grabado por Elena Paz y Carlos García Travesi), 1963, Folkways Records[3]
- Brotando del Silencio - Breaking Out of the Silence, 1973, Paredon Records
- Entre Hermanas: Between Sisters: Women's Songs in Spanish Sung by Suni Paz, 1977, Folkways Records
- From the Sky of My Childhood / Del Cielo de Mi Ninez - Folk Songs from Latin America sung by Suni Paz, 1979, Folkways Records
- Earth and Ocean Songs: Canciones del Mar y de la Tierra, 1982, Folkways Records
- Hagamos Camimos: Andamos Student, 1986, Addison-Wesley
- Brotes Sobre el Papel: Buds on Paper, 1987, Suni Paz
- La Pajara Pinta, 1988, Santillana
- Mañana es Domingo, 1988, Santillana
- Estaba la Pastora, 1988, Santillana
- Las Semillas Mágicas, 1988, Santillana
- La Bella Durmiente, 1988, Santillana
- La cenicienta, 1988, Santillana
- Caperucita Roja, 1988, Santillana
- Blancanieves, 1988, Santillana
- Alerta Sings and Songs for the Playground/ Canciones Para el Recreo, 1989, Smithsonian Folkways Recordings
- Aprender Cantando, 1990, Alma Flor Ada-Suni Paz
- Songs in Spanish, 1992, Sanctuary Wooks-Scholastic
- Amigos, 1994, Rei American
- El Viejo Abuelo, 1995, Scholastic
- Música Matemática, 1995, Scholastic
- Cantando con Suni Paz, 1995, Scholastic
- Abecedario de los Animales, 1996, Alma Flor Ada-Suni Paz
- Waves, 1996, Mimosa
- Como Una Flor, 1996, Alma Flor Ada-Suni Paz
- Ceielo Abierto (K-2nd Grade), 1996, Harcourt-Brace
- Cuentos Cantados (K-3rd Grade), 1997, Mimosa
- Gathering the Sun, 1997, Alma Flor Ada-Suni Paz
- Canciones Para el Recreo: Children's Songs for the Playground, 1998, Smithsonian Folkways Recordings
- Smithsonian Folkways Children's Collection, 1998, Smithsonian Folkways Recordings
- Alerta Sings and Songs for the Playground/ Canciones Para el Recreo, 2000, Smithsonian Folkways Recordings
- Raíces Latinas: Smithsonian Folkways Latino Roots Collection, 2002, Smithsonian Folkways Recordings
- Bandera Mía: Songs of Argentina, 2007, Smithsonian Folkways Recordings